# くまりえ
くまりえ。（1983年12月12日 - ）は、日本のお笑いタレントである。
本名は熊谷 里絵（くまがいりえ）。所属事務所はSHUプロモーション（2021年5月4日まで）からフリー期間を経た後、2022年3月22日からTWIN PLANETに所属と、これと同時にくまりえ→くまりえ。に芸名表記を改名。2023年5月から再びフリー。

## 来歴・人物
宮城県気仙沼市出身。気仙沼女子高等学校卒業。身長は159.6cm、血液型A型。
合気道5級の資格有り。
26歳までOLとして社会人生活。群馬県など色々な所で勤務していた。これ以前からずっとお笑いをやりたいと思い続けていたが、お笑いの勉強は仕事をしながらでは出来ないと思い、養成所入りを決意。2011年春からのワタナベコメディスクール入りを決める。2011年3月はちょうど気仙沼に帰郷しており、春から上京する予定だったが、3月11日に気仙沼で東日本大震災に遭う。地元の被害状況もあって進路を悩んだが、親の後押しもあって上京し、同年ワタナベコメディスクールに14期生として入学。最初はリアクションツッコミに憧れていたこともあってコンビ志望で、コンビを組んで活動していたこともあったが、ワタナベコメディスクールの方から「ピンが向いている」と言われ、ピン芸人を目指すことになる。
最初はピン芸人としてデビュー、「熊谷りえ」→「くまがいりえ」として活動。その後、2012年中には「魔法キャンドル」、2013年12月からコンビ「ブーティスクエア」で活動（ブーティスクエアでの元相方は現・ぽんぽこの高木ひとみ○）。ブーティスクエアは当時の相方の高木が「違うことをやりたい」と言い出したことで2015年1月に解散、解散後に芸名を「くまりえ」とする。それまでフリーで活動して来たが、その後現在所属のSHUプロモーションに所属になる。ピン芸人の活動の他、元バーゲンセールの正子とのユニットコンビ「ファニービーチ」としても活動する事を発表、女芸人No.1決定戦 THE Wを目指すことになった。
ワタナベコメディスクールに入学した頃は、本人曰く体重は40kg台後半から50kg台前半の普通の体系だったが、同スクール同級生の中にいた体重100kg台の女の子が先生からいつも褒められていましたのを見て、「彼女に比べて私は中途半端」と思ったことから悔しくなり、太ることを決意、Lサイズのピザを毎日のように一人で食べたり、マヨネーズを1日1本使って食べたりして2年間で40kg増量した。覚えてもらうには太った体形の方が有利で、この体形をネタにもしているということでダイエットする気はないと言い、健康診断などで体調管理はしているということである。
仲里依紗が好き過ぎるあまり、ものまね芸人「仲だけ里依紗」（なかだけりいさ）としても活動している。
仲里依紗と『ウチのガヤがすみません!』（日本テレビ）で共演した時に、本人から“公認”をもらっている。
2021年5月4日を以って所属していたSHUプロモーションを退所。その後はフリーで活動。フリーで活動後くまりえから→くまりえ。と表記。2022年3月22日にTWIN PLANET所属となったことを発表。そしてかつては同年より、同じ事務所に所属するはける舞子（新宿のめる・はける）とのユニットコンビ「THEビフォーアフター」の活動も並行して行っていたが、舞子が別の活動で頑張りたいという意向から、くまりえ。との間のモチベーションにギャップが生じたことで、2023年2月いっぱいでこのユニットは解消となった。
2023年5月にTWIN PLANETを退所、再びフリーとなる。
占いもやっており、スピリチュアル芸人としても活動開始。占いでは、人の目から思いを感じとる占う、そして字学、タロット占術を得意としている。
電話鑑定もはじめ、電話鑑定の会社にも所属している。

## 芸風
一人コント、ものまね、歌まねの他、「腹で瓶の蓋を開ける」「腹でスマホの音を遮断」などといったお腹芸、「どんな事でもパチンコ店のアナウンス風に言える」「突然どの曲を流されてもダンスを作れる」「五十音のどの一音を言われてもすぐに男性をドキっとさせることが言える」などといった芸を披露している。

### ものまねレパートリー
- 仲里依紗
- 中島唱子
- 村上知子（森三中）
- 倖田來未（歌まね）
- 持田香織（歌まね）
- 松本まりか

（より）

## 出演

### テレビ
- ウチのガヤがすみません!（日本テレビ）
- 月曜から夜ふかし（日本テレビ）- 2020年1月13日『新春かくし芸2020』企画出演
- 2021年2月22日「夜ふかしに出たい視聴者から応募が来ている件」出演[18][19]
- 世界まる見え!テレビ特捜部（日本テレビ）- 2020年2月17日、コーナー企画出演
- ヒルナンデス!（日本テレビ）ダイエット企画　（オートミール編、ゆる糖質ダイエット編）
- ものまね紅白歌合戦（フジテレビ）
- 志村けんのだいじょうぶだぁスペシャル（フジテレビ）- 2017年11月21日
- お坊さんバラエティ ぶっちゃけ寺（テレビ朝日）
- ヤバイかスゴイか カミヒトエ! → かみひとえ（テレビ朝日）
- 直撃!コロシアム!! ズバッと!TV（TBS）
- 名医のTHE太鼓判!（TBS）
- 秒速!エンタSHOW アッという間シアター（TBS）
- ブラ迷相談部 その悩み!小杉と吉田まで（東海テレビ）
- 大阪ほんわかテレビ（読売テレビ）
- 日村がゆく（AbemaTV）
- カンニング竹山の土曜The NIGHT（AbemaTV）
- ぶるぺん（GYAO!オリジナル）
- サバオリTV（ニコニコ生放送）
- ぐるナイおもしろ荘 お笑い第7世代NEXTスター発掘スペシャル（日本テレビ）- 2021年1月1日（2020年12月31日深夜）、「カラダパーツ芸メドレー」コーナー出演
- ナニコレ珍百景（テレビ朝日）- 2021年2月14日「我こそは珍百景」コーナー出演[20]
- 15ビョーーーン　（テレビ東京）
- 内村のツボる動画　（テレビ東京）
- なんてネタだ！GP（Abema TV）
- あらびき団2夜連続SP 真夏の最強パフォーマー決定戦 （TBS）- 2022年8月2日